# Kỹ thuật hệ thống công nghiệp
Kỹ thuật hệ thống công nghiệp là một chuyên ngành kỹ thuật rất phổ biến và lâu đời tại các nước phát triển và hiện đang có nhu cầu lớn tại các nước đang phát triển.
Trọng trách của kỹ sư KTCN là giải quyết các vấn đề trong sản xuất và điều hành doanh nghiệp nhằm nâng cao năng suất và đảm bảo chất lượng sản phẩm, dịch vụ ở đầu ra bằng năng lực vận dụng một cách hệ thống, sáng tạo các mô hình và công cụ toán học, máy tính, kiến thức về hành vi con người(ergonomics) trong các hệ thống công nghiệp cũng như kiến thức về môi trường, kinh tế-xã hội có liên quan đến hoạt động sản xuất và điều hành doanh nghiệp nhằm đạt được những giải pháp hiệu quả.
Là một chuyên ngành kỹ thuật, kỹ sư KTHTCN có nhiều điểm chung với kỹ sư các ngành khác như cũng nhắm tới mục tiêu tăng cường năng suất và chất lượng, cùng dựa trên cơ sở khoa học và công nghệ. Tuy nhiên kỹ sư KTHTCN khác với các ngành kỹ thuật khác ở một số điểm như: năng suất và chất lượng mà kỹ sư KTHTCN nhắm tới là ở cấp hệ thống, không phải ở cấp trang thiết bị và công nghệ, kỹ sư KTHTCN còn phải dựa trên cơ sở khoa học về con người cũng như giao tiếp giữa máy móc thiết bị với con người để đảm bảo tính ổn định, tính bền vững của năng suất và chất lượng trên quy mô hệ thống. Trong điều kiên hội nhập và cạnh tranh khốc liệt như hiện nay thì đây là các yêu cầu bắt buộc để chiến thắng và phát triển.
Có thể giới thiệu tóm tắt các vấn đề mang tính hệ thống của doanh nghiệp mà kỹ sư KTHTCN có thể giải quyết như sau:
• Dự báo nhu cầu dài hạn về sản phẩm và xác định nguồn lực (nguyên liệu, nhân công, năng lực sản xuất…) với chi phí tối thiểu để đáp ứng nhu cầu đó.
• Giảm chi phí tồn kho và bảo đảm đáp ứng nhu cầu của sản xuất về vật tư (hoạch định nhu cầu vật tư)
• Giảm thiểu lãng phí trong sản xuất và đảm bảo chất lượng sản phẩm (kiểm soát quá trình, kiểm soát quá trình đầu vào…)
• Giảm thiểu thời gian dùng máy và giảm thiểu chi phí bảo trì, sửa chữa máy móc (quản lý bảo trì)
• Giảm thiểu chi phí sản xuất, tăng tính linh hoạt và hiệu quả sử dụng nguồn lực, lập kế hoạch sản xuất hiệu quả (hoạch định nằng lực sản xuất, đo lường năng xuất và hiệu quả nguồn lực…)
• Tăng cường thời gian đáp ứng đơn hàng và thời gian giao hàng với giá cả cạnh tranh.
• Tăng cường hiệu quả đầu tư và phát triển cả về sản phẩm lẫn quy trình công nghệ(Thiết kế và phát triển sản phẩm, quản lý dự án)
• Cải tiến quy trình và cải thiện phương pháp làm việc (Đo lường lao động và thiết kế công việc)
• Xem xét tới việc phát triển, thực thi, cải tiến và đánh giá những hệ thống tích hợp bao gồm con người, ngân sách, kiến thức, thông tin, công cụ, năng lượng, nguyên vật liệu và quá trình.
• Kỹ sư KTHTCN có thể làm việc trong nhiều lĩnh vực công nghiệp sản xuất và cả trong dịch vụ.
Để giải quyết các vấn đề trên kỹ sư KTHTCN có thể quy hoạch vấn đề, lập kế hoạch giải quyết vấn đề, thực hiện thiết kế mới hay tái thiết kế hệ thống sản xuất và điều hành quá trình để giải quyết vấn đề một cách hiệu quả. Sau khi hệ thống đã được thiết kế hay tái thiết kế, kỹ sư KTHTCN sẽ vận hành, kiểm soát một cách hiệu quả các hệ thống này. ==